# Banco Santander Chile
Banco Santander Chile é a subsidiária chilena do Banco Santander, um dos maiores grupos financeiros do mundo. O banco foi fundado em 1978 em Santiago, Chile, onde está localizada a sua sede.
Atualmente, é o maior banco do país, com 310 agências em todo o território nacional, US$74,8 bilhões em ativos e um lucro líquido de US$923,2 milhões. Atualmente, ocupa a 4ª posição no ranking de empresas chilenas. Seus principais concorrentes são Banco de Chile, Bci e Itaú CorpBanca. É uma das empresas com as melhores classificações de risco da América Latina, com classificação A1 da Moody's e A- da Standard and Poor's. Além disso, em termos de mercado de ações, o banco está listado na Bolsa de Comércio de Santiago e também na Bolsa de Valores de Nova York (NYSE).

## História

### Início

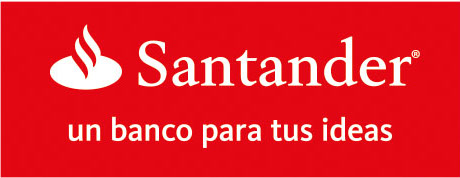
Logotipo do Santander usado ate 2018

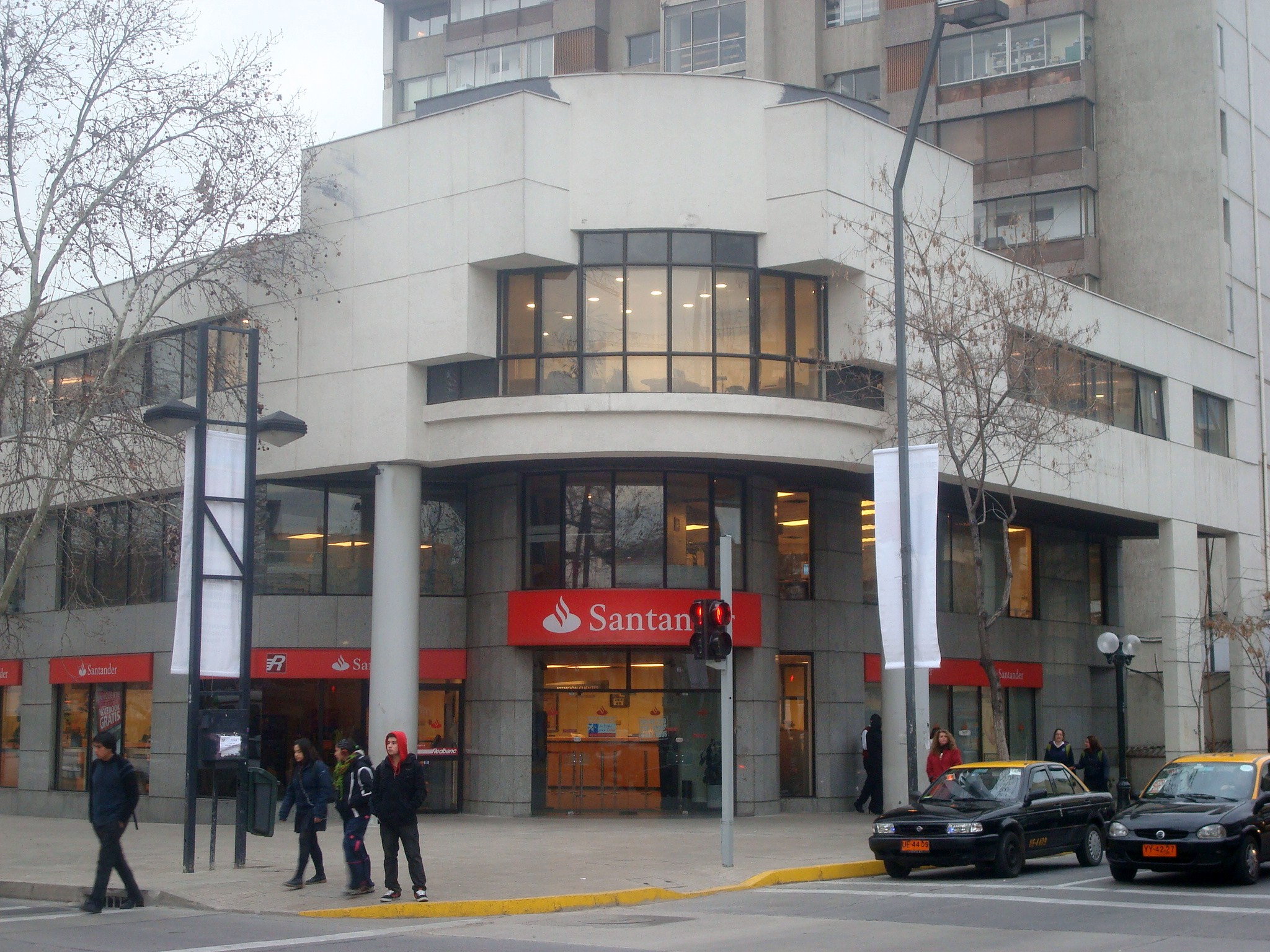
Agências do Santander Chile, em Providencia, Santiago

O banco foi fundado em 23 de outubro de 1978. Com a aquisição do Banco Español-Chile em 1982, o banco iniciou um processo de expansão em suas operações dentro do país, assumindo o nome desse banco até 1989, quando recuperou o nome de Banco Santander
Em 1993, o banco adquiriu a Fincard, na época a maior processadora de cartões de crédito do país. Em 1995, o banco adquiriu a Financiera Fusa, que acabou sendo fundida com a Fincard, dando origem ao Banefe, a divisão de crédito ao consumo do banco, com foco nos setores médios.
Em 1996, o banco fundiu-se com o Banco Osorno y La Unión, transferindo-se para a sede desta última, localizada na rua Bandera 140. Posteriormente, em 2000, o Banco Santiago foi incorporado ao Grupo. Com isso, a posição do grupo como a principal franquia financeira na América Latina foi consolidada.

### Século XXI

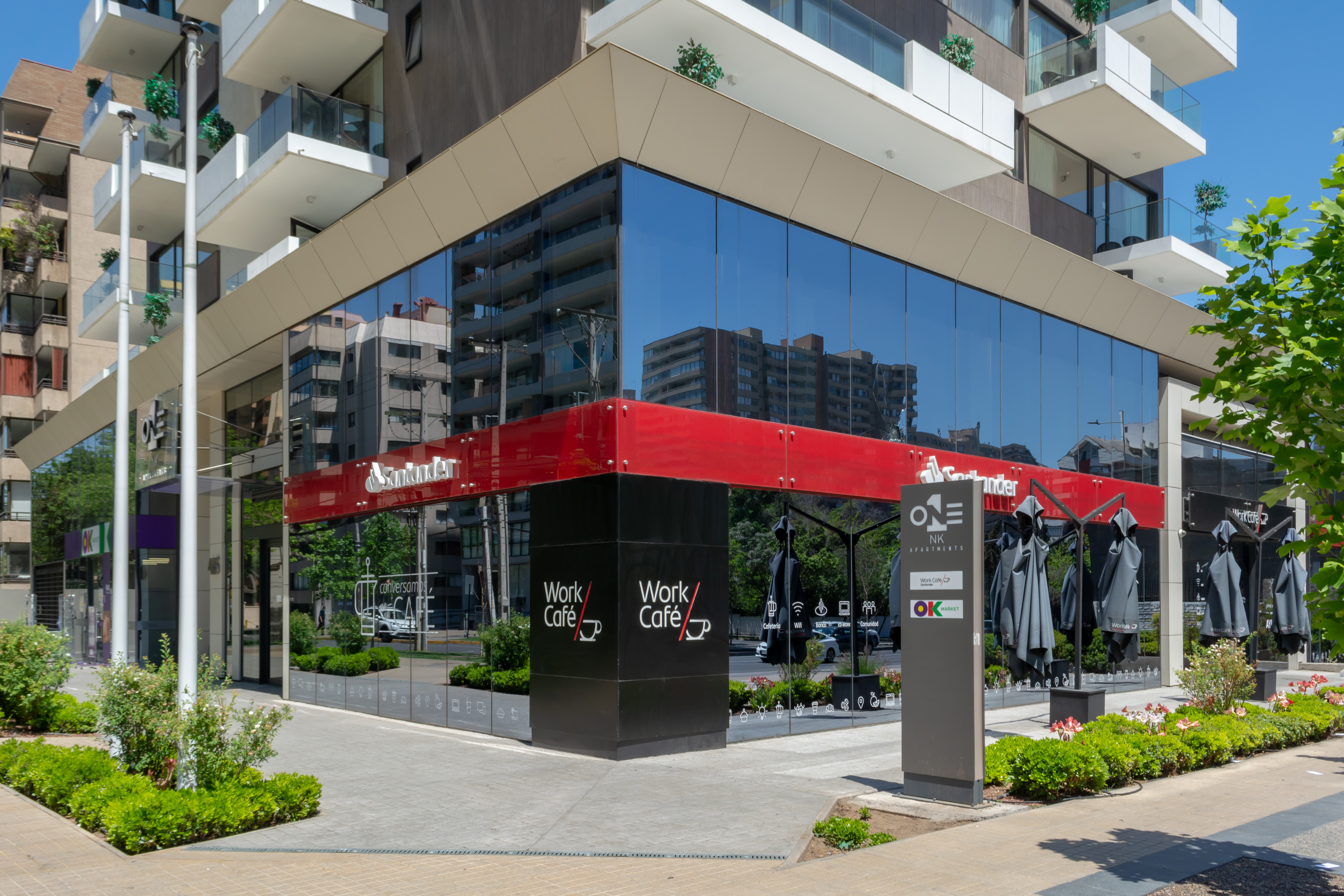
Um Work Café, em Santiago

Em 2002, o Santander Central Hispano adquiriu 35% das ações do Banco Santiago do Banco Central. Consequentemente, a instituição espanhola passou a controlar 78,95% dos títulos dessa entidade. Como adicionalmente possuía 89% do capital do ex-Banco Santander Chile, decidiu propor a fusão de ambas as instituições financeiras, desde que isso agregasse valor para todos os acionistas. A avaliação dos termos para trocar as ações dos dois bancos constituintes foi encomendada a dois bancos de investimento de primeira linha. Essas entidades utilizaram vários parâmetros para valorizar ambos os bancos e, com base na média desses valores, determinou-se a razão de troca justa. Assim, por um tempo, foi conhecido como Banco Santander Santiago.
Por fim, nas respectivas assembleias de acionistas, aprovou-se a fusão por absorção entre os Bancos Santander Chile e Santiago, entidades que teriam 47,5% e 52,5%, respectivamente, dentro do capital do banco resultante. Após obter todas as autorizações pertinentes, em 1º de agosto estreou na banca nacional o novo Banco Santander Chile, uma das instituições mais importantes e rentáveis da América Latina.
Em 2008, o Banco Santander Chile possuía mais de 500 agências no país e aproximadamente 3.000.000 de clientes.
Em 2016, foi inaugurada a primeira sucursal Work Café, um novo formato de atendimento que eliminou os caixas tradicionais e ofereceu espaços de trabalho colaborativo, salas de reuniões e acesso gratuito à internet sem fio para clientes e não clientes. Além disso, a sucursal contava com uma cafeteria, terminais de autoatendimento e estações de trabalho para colaboradores da instituição. Até a data atual, quase 70 agências com esse conceito foram inauguradas em todo o país. A ideia foi replicada a partir de 2018 por outras filiais do banco no exterior, como Argentina, Brasil, Espanha, Estados Unidos, Portugal e Reino Unido.

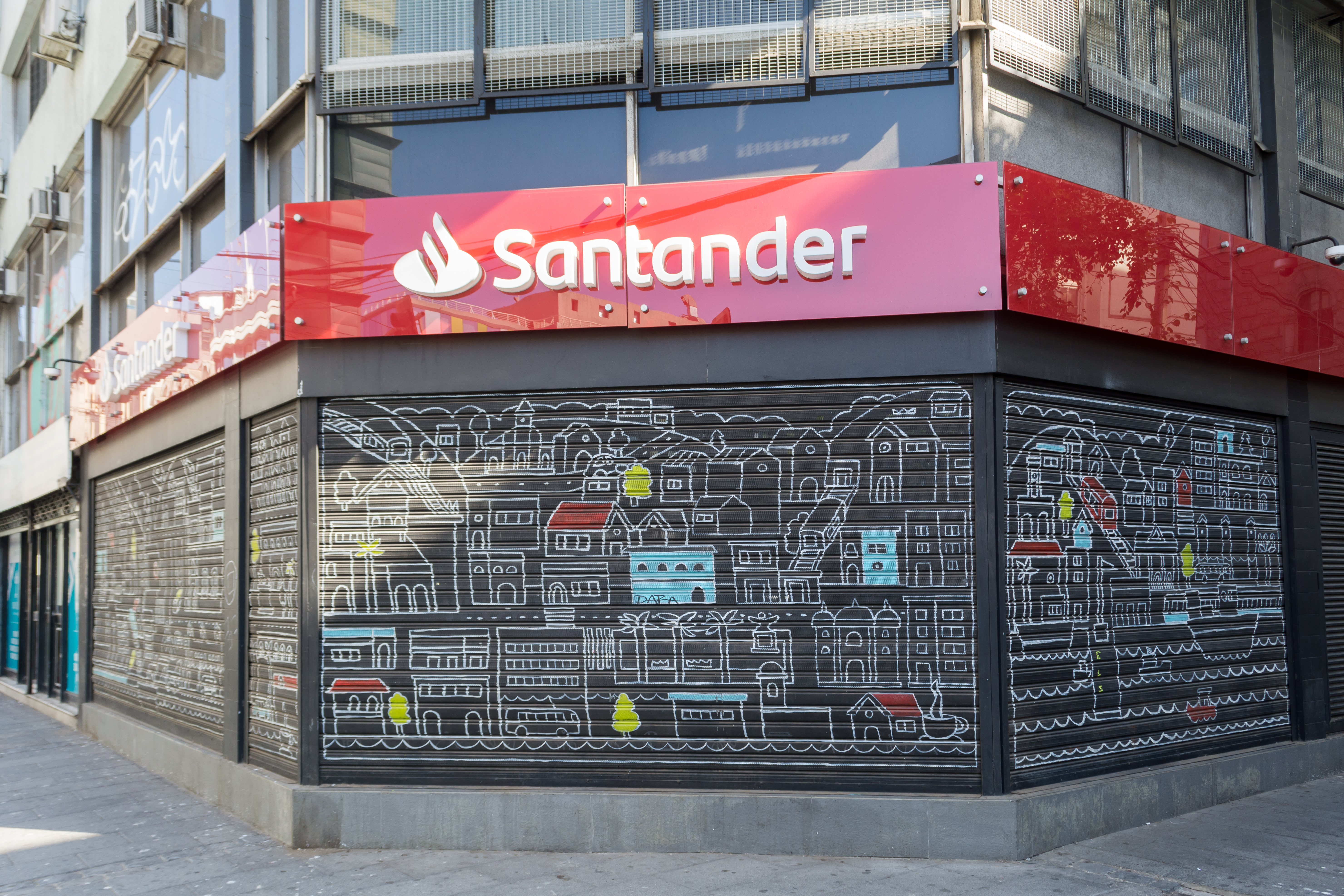
Um Work Café, em Valparaiso

Em outubro de 2017, a divisão de consumo Banefe foi encerrada, e com isso, seus clientes passaram a fazer parte do banco.
Em 2019, o banco lançou seu aplicativo de pagamento móvel chamado "Superdigital", que permite o pagamento e recebimento digital em pesos chilenos entre seus usuários, além de oferecer um cartão virtual pré-pago, possibilitando a captação de novos clientes de maneira mais simples e também bancarizando aqueles que estavam fora do sistema. Além disso, foi lançada a conta vista Life, um produto também focado na inclusão financeira por meio de um cartão de débito e acesso às plataformas tecnológicas da instituição.
No relatório anual sobre segurança bancária de 2020, elaborado pela revista financeira Global Finance, o banco foi posicionado como o segundo mais seguro do Chile e da América Latina, ficando atrás apenas do BancoEstado.
Em março de 2021, o banco anunciou sua incorporação ao mercado de pagamentos através de sua filial "Getnet", com um sistema de pagamento presencial por meio de terminais de ponto de venda (TPV ou POS, na sigla em inglês), para tornar esse setor mais competitivo, até então controlado por apenas três empresas no país: Transbank, Multicaja e Red Global S.A. (filial do BancoEstado).
Em junho de 2022, o banco anunciou que deixaria sua sede na rua Bandera, no centro de Santiago, e construiria um novo edifício corporativo na comuna de Las Condes, com inauguração prevista para 2026. Um mês depois, foi anunciado o nome de Román Blanco como gerente geral e Country Manager do banco no Chile, substituindo Miguel Mata e Claudio Melandri.
Em março de 2023, a instituição financeira lançou a conta vista "Más Lucas", um produto bancário sem custo de manutenção que paga juros sobre os saldos mantidos pelos clientes, e o desenvolvimento de um novo formato de centros transacionais denominado Work Café Expresso.

## Divisões
Banco Santander no Chile oferece serviços e soluções bancárias para diversos segmentos por meio de cinco divisões:
- Banco Comercial: A divisão de Banca Comercial representa 70,4% das colocações da instituição. Este departamento oferece empréstimos para consumo e hipotecas, cartões de crédito e débito, contas correntes e contas á vista, produtos de poupança, investimento e seguro para pessoas físicas e jurídicas, por meio do segmento de pessoas, pequenas e medias empresas, financiamento automotivo e banca privada Select. Até o final de 2021, o Banco Santander mantinha 1.747.591 contas correntes pessoais, 198.199 contas correntes de pequenas empresas, 400.192 contas de poupança pessoais e 1.029.778 cartões de crédito ativos.

- Unidade de Wealht Management (Gestão de Patrimônio): É focada na oferta de investimentos do banco, por meio da gestora Santander Asset Management e do segmento Clientes Investimentos, com mais de 9,300 milhões de euros em ativos sob gestão.

- Divisão de Banco Corporativo e Institucional: Atende grandes empresas, imobiliárias e organismos governamentais.

- Santander Corporate and Investment Banking: Oferece produtos para clientes corporativos e institucionais.

- Divisão de Produtos Empresariais: É responsável por fornecer soluções financeiras para empresas, como produtos de transações e financiamentos em moeda estrangeira, tesouraria, leasing, factoring, confirming e soluções de pagamento por meio da Getnet.

## Rede de Atendimento

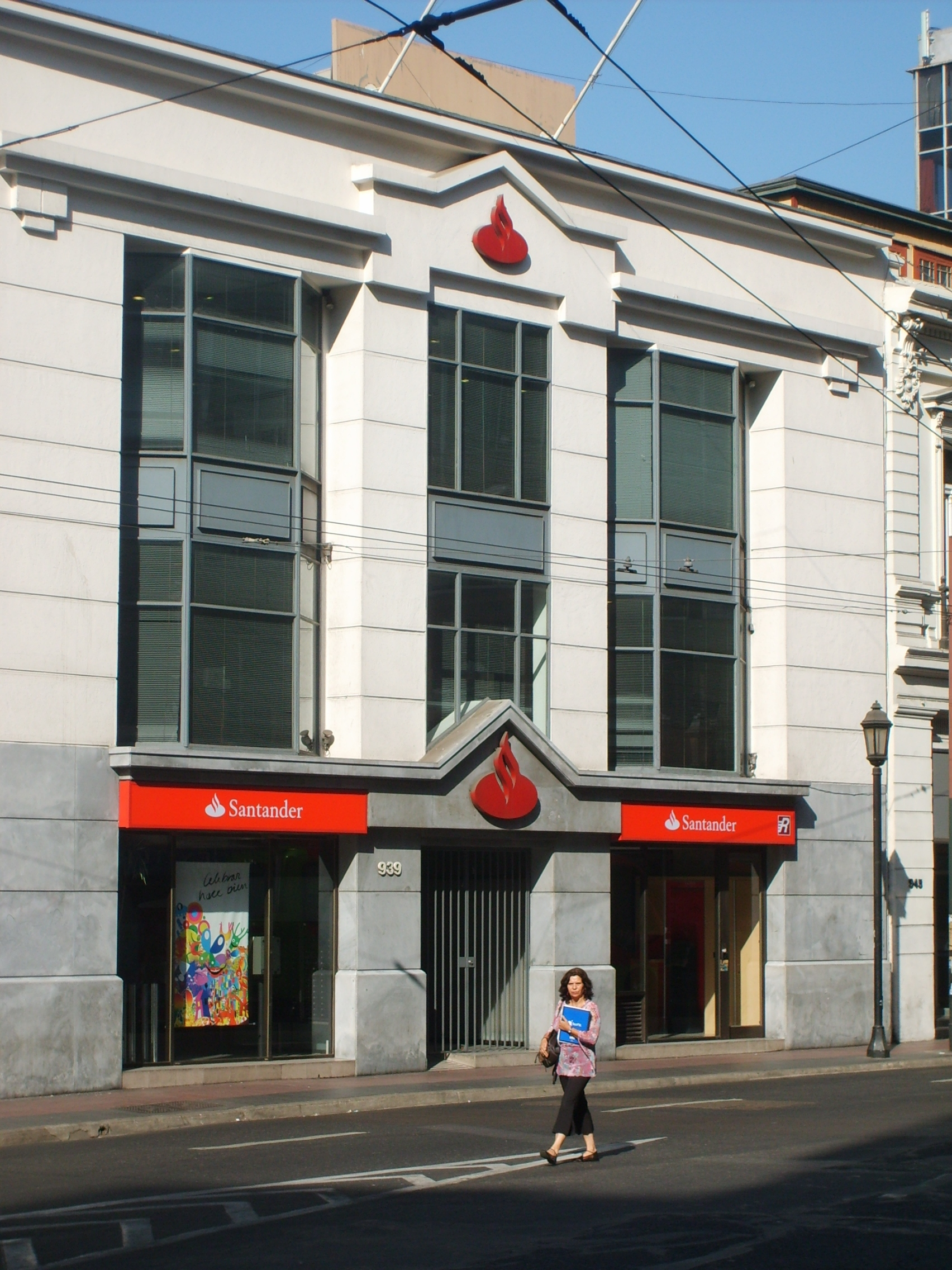
Agencia do Santander Chile, em Valparaiso

Até 30 de junho de 2022, a rede de atendimento do Santander no Chile era composta por 226 agências tradicionais, 7 centros de serviços BEI, 8 agências Santander Select e 69 escritórios Work Café, totalizando 310 pontos de atendimento em todo o país.